# Stictoleptura fontenayi
Stictoleptura fontenayi är en skalbaggsart som först beskrevs av Étienne Mulsant 1839.  Stictoleptura fontenayi ingår i släktet Stictoleptura och familjen långhorningar.
Artens utbredningsområde är:
- Frankrike.
- Portugal.

Inga underarter finns listade i Catalogue of Life.